# 葷粥
葷粥（音同"勳玉"、ㄒㄩㄣ ㄩˋ、xun1 yu4），又寫為獯鬻、薰育、薰粥、獯粥、薰鬻，中國上古時代的部落。葷粥活躍於商代，曾與周人之間發生戰爭。

## 歷史記載
據《史記索隱》引用，獯粥即夏桀之子淳維，為夏后氏之後。服虔、韋昭等皆認為葷粥等為匈奴的古名。
周朝始祖古公亶甫（古公亶父），原居於豳，因遭葷粥攻擊，曾經臣服在葷粥之下，之後又遷到岐山。《孟子》同樣記載了古公亶父曾經臣事葷粥的故事，但在《孟子》記載中，古公亶父移居岐山的原因，是為了娶妻姜女，不是因為葷粥。

## 學術考證
根據漢文史料，薰鬻、鬼方、獫狁等皆為匈奴的不同名稱，而且都是黃帝的後裔子孫。王國維認為，葷粥與玁狁、緄夷、鬼方等，皆是指允姓之戎，也就是犬戎，皆為匈奴的不同古名。梁啟超、內田吟風等學者也支持這個說法。
中華人民共和國學者余太山考證，葷粥、獫狁等，皆為允姓之戎的不同名稱，允姓之戎西遷後成為塞種之祖，建立月氏。根據考古人類學，塞種的血緣，與吐火羅人相同，皆源自古代印歐人。他同時推測，以黃帝為先祖的各古代部落，如陶唐氏、少昊、夏后氏等，皆可能有古代印歐人血統。
學者黃文弼認為，鬼方、葷粥、混夷、獫狁等，皆為古代羌族，與匈奴種族不同。翦伯赞、冉光榮、黃烈等學者皆支持葷粥為羌族。
林澐等學者指出先秦的戎狄人群，並不是後世被稱為胡人的匈奴等游牧民族，只是司馬遷及其後史家將兩者混淆。

## 相關
- 獫狁
- 犬戎